# ماركوس دافنبورت
ماركوس دافنبورت (بالإنجليزية: Marcus Davenport)‏ هو لاعب كرة قدم أمريكية أمريكي، ولد في 4 سبتمبر 1996 في سان أنطونيو في الولايات المتحدة.

## وصلات خارجية
- ماركوس دافنبورت على موقع إي إس بي إن.كوم (أن.أف.أل)3
- ماركوس دافنبورت على موقع مرجع كرة القدم المحترفة.كوم (الإنجليزية)